# Calophasia cana
Calophasia cana är en fjärilsart som beskrevs av Franz Dannehl 1933. Calophasia cana ingår i släktet Calophasia och familjen nattflyn. Inga underarter finns listade i Catalogue of Life.